# Pedro Díaz Colodrero
Pedro Alcántara Díaz Colodrero (Corrientes, 19 de octubre de 1787 - 2 de marzo de 1859) fue un abogado y político argentino que participó en varios de los gobiernos de la provincia de Corrientes y en la sanción de la Constitución Argentina de 1853.

## Juventud
Hijo de Felipe José Díaz Colodrero, alcalde de primer voto y regidor de Corrientes, y de la patricia María Antonia Fernández Chavez y Frutos, cursó sus estudios primarios en Asunción del Paraguay, e inició estudios eclesiásticos en Córdoba, que no terminó. Tuvo una educación autodidacta.
Se dedicó a las tareas rurales en su estancia de San Roque. En 1810 se ofreció como voluntario para la expedición de Manuel Belgrano al Paraguay, pero no fue aceptado.
En 1814 apoyó la causa federal de José Artigas, pero no participó en los gobiernos de Genaro Perugorría, de Juan Bautista Méndez, ni de Francisco Ramírez. Casi todo el tiempo, en cambio, era miembro del cabildo de la ciudad, y aconsejaba por escrito a las autoridades, con consejos extraños que hacían que se lo tomara por un excéntrico.
Desde 1824 fue diputado provincial, destacándose por su independencia de los jefes del partido unitario, Pedro Ferré, y del partido federal, Pedro Cabral y Rafael León de Atienza. Sólo brevemente fue ministro.
Su hermano Agustín Díaz Colodrero fue un militar que debió abandonar la provincia por una serie de motines a favor y en contra suya. Se radicó en Córdoba, donde se casó y formó familia. Posteriormente moriría durante la batalla de La Tablada. De él desciende la familia Lascano Colodrero.

## Rebeliones correntinas contra Rosas
En diciembre de 1837, a la muerte de Atienza, sus adversarios expulsaron de sus bancas a los federales, nombrando a otros: el jefe del nuevo partido era Díaz Colodrero, que fue nombrado ministro general del nuevo gobernador, Genaro Berón de Astrada. Uno de sus primeros actos fue felicitar a Rosas por su firmeza ante el bloqueo francés del Río de la Plata. Pero, dado que entre sus objetivos estaba tratar de abrir los puertos al tráfico marítimo de cabotaje y transatlántico, eso los llevó al enfrentamiento con Juan Manuel de Rosas.
Buscando alianzas, dieron con el gobernador santafesino Domingo Cullen, que había tratado de negociar con el almirante francés el levantamiento del bloqueo a cambio de la ruptura con Rosas. Manuel Leiva, enviado de Cullen, intrigó a favor de enfrentar al dictador porteño. Fue rechazado, pero Cullen fue expulsado de Santa Fe y unos meses más tarde fusilado. Rosas pidió a Berón explicaciones por su posible alianza, y Díaz Colodrero convenció a éste de pronunciarse contra Rosas.
El resultado fue la batalla de Pago Largo, que significó la derrota y muerte de Berón de Astrada. Díaz Colodrero escapó y se ocultó en los montes de la zona de Santa Lucía, aunque no fue perseguido por el nuevo gobernador federal, amigo suyo. Salió de su escondite al estallar una revolución unitaria, y se hizo cargo de reunir la legislatura y nombrar gobernador a Ferré.
En 1841, Ferré fundó la efímera Universidad Superior de San Juan Bautista, que nunca llegó a funcionar, pero fue el más remoto antecedente de la actual Universidad Nacional del Nordeste. Su primer rector fue Díaz Colodrero, que se dedicó a estudiar derecho.
Fue el secretario de la legislatura durante el gobierno de Joaquín Madariaga. Apoyó la negativa del general Paz de negociar con Justo José de Urquiza, y lo acompañó en la revolución contra el gobernador. Fueron derrotados y terminaron exiliados en Paraguay.

## La Constitución
Fue indultado, pero fue obligado a permanecer en su estancia hasta la llegada de Benjamín Virasoro al gobierno.
En 1852 fue nombrado diputado al Congreso Constituyente de Santa Fe por influencia del ministro correntino del presidente provisional Urquiza, Juan Pujol. Era el diputado más viejo y uno de los que más participó en los debates. Su carácter discutidor, irónico y alegre contrastaba con los jóvenes pedantes de que estaba rodeado.
Era miembro de la minoría federal y se dedicó con empeño a tratar de lograr una constitución liberal y proteccionista. Formó parte de la Comisión Redactora de la Constitución, junto con Leiva, Ferré, Facundo Zuviría (los diputados montoneros, es decir, federales), y Juan María Gutiérrez y José Benjamín Gorostiaga (los liberales, de tradición unitaria). Dejaron la redacción del texto enteramente a este último, que lo redactó copiando el texto norteamericano, animado por una filosofía enteramente liberal.
Pese a su intento de oposición, debió aceptarlo "en general" por presión de Urquiza. Discutió acaloradamente muchos de los artículos, atacando la libertad de cultos. Cuando Gorostiaga le contestó que Inglaterra nos obligaría a aceptarla "con sus barcos y cañones", respondió que "Rosas nos ha enseñado a perderles el miedo". También defendió el proteccionismo económico, y se opuso a la libre navegación de los ríos. Pero fue derrotado prácticamente en todo y, por otro lado, Urquiza lo obligó a renunciar por el sencillo expediente de no pagarle la dieta.
Regresó a Corrientes, donde ejerció como un exitoso abogado… a los 75 años. No volvió a participar en política, pero fue fiscal general.
Falleció en Corrientes en marzo de 1859.
Estaba casado con Josefa Anzoátegui.